# Curaçao-Blütenfledermaus
Die Curaçao-Blütenfledermaus, auch Kleine Langnasen-Blumenfledermaus oder Südliche Langnasen-Blütenfledermaus (Leptonycteris curasoae) ist eine Fledermaus aus der Familie der Blattnasen (Phyllostomidae), die im Norden Südamerikas beheimatet ist. 
Der Gattungsname Leptonycteris leitet sich vom Griechischen λεπτός „leptos“ (=schlank, feingliedrig) und νυκτερίς „nycteris“ (=Fledermaus) ab. Der Artname curasoae bezieht sich auf die Insel Curaçao, auf der der Holotypus gefangen wurde.

## Beschreibung
Die Curaçao-Blütenfledermaus ist mit einer Unterarmlänge von 54–55 mm kleiner als ihre Schwesterart Leptonycteris nivalis (Unterarmlänge 56,5–59,5 mm). Ihr Fell ist grau-braun und dunkler als das von L. nivalis. Die Schwanzflughaut ist im Gegensatz zur zweiten Schwesterart Leptonycteris yerbabuenae behaart. Die Ohren sind relativ klein und breit und wie die Flughaut dunkelbraun. Wie die meisten Vertreter der Blattnasen besitzt auch Leptonycteris curasoae ein deutlich sichtbares Nasenblatt.
Die Flügel sind relativ breit, was diese Art zu einem wendigen Flieger macht, der auch auf der Stelle schweben kann.

## Lebensweise

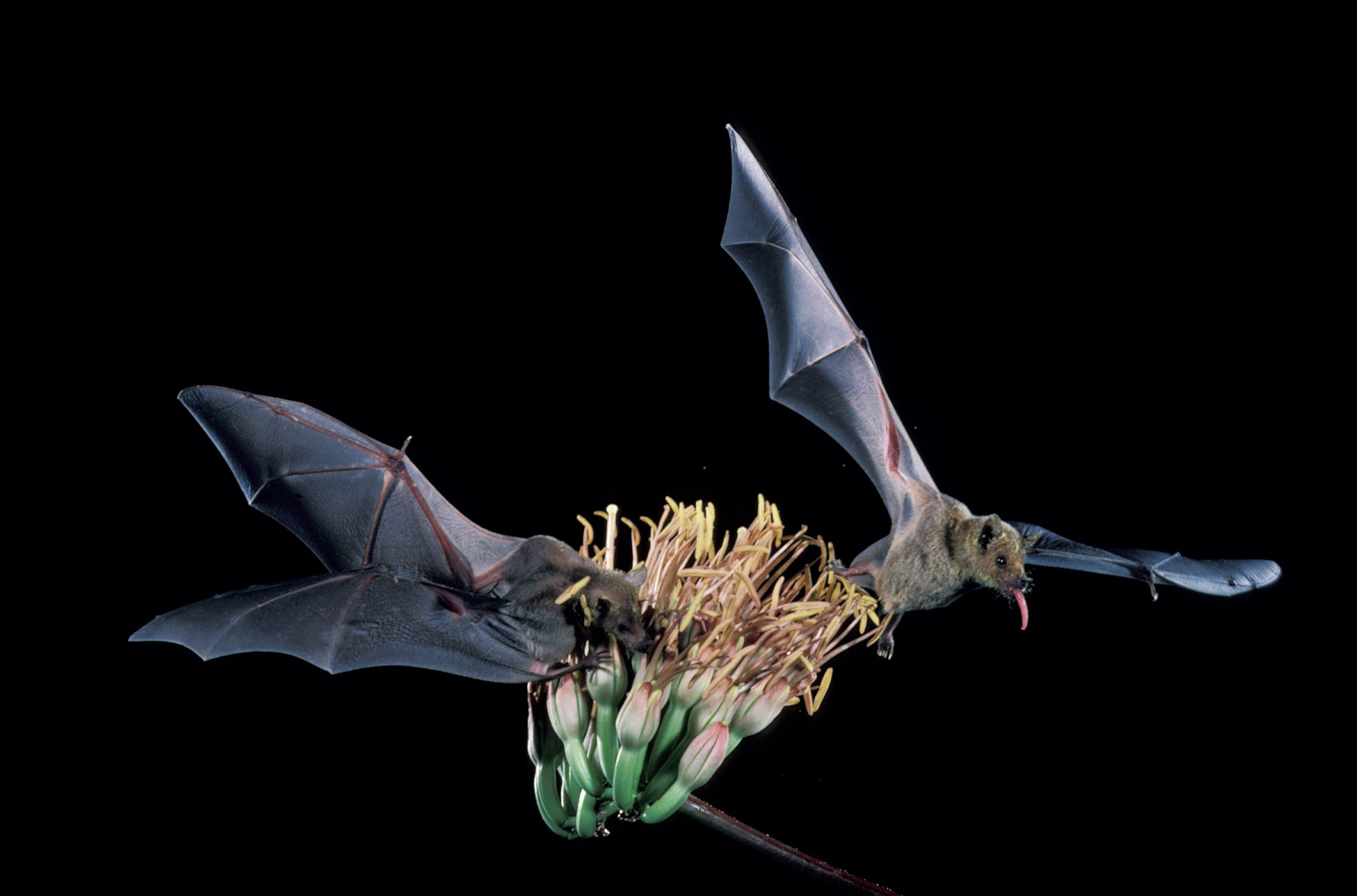
Leptonycteris curasoae an einer nachtblühenden Pflanze

Die Curaçao-Blütenfledermaus ist wie die meisten Fledermäuse nachtaktiv. Sie ernährt sich hauptsächlich von Pollen, Nektar und Früchten von verschiedenen Kakteen und Agaven. Diese Ernährungsweise macht sie zu einem wichtigen Samenverbreiter und Bestäuber vieler nachtblühender Pflanzen. Ihre Futterpräferenzen überlappen dabei mit denen von Glossophaga longirostris und machen sie aufgrund der hohen Spezialisieren besonders anfällig für Habitatzerstörungen.
Leptonycteris curasoae kommt in ariden und semiariden Regionen vor. Den Tag verbringt Leptonycteris curasoae meist in Höhlen mit einer Temperatur von über 30 °C und einer relativ hohen Luftfeuchtigkeit von durchschnittlich 85 %. Dabei erreichen die Gruppen oft eine Größe von mehreren tausend Tieren.
Leptonycteris curasoae kann über 10 Jahre alt werden. Berichte über Fressfeinde beschränken sich auf die Schleiereule und anekdotisch auf den Riesen-Hundertfüßler Scolopendra gigantea.

## Verbreitung
Die Curaçao-Blütenfledermaus kommt in Kolumbien und Venezuela sowie auf Aruba und den Niederländischen Antillen vor. Die IUCN schätzt Leptonycteris curasoae als gefährdet (vulnerable) ein, da die Populationsgröße in den letzten Generation über 30 % abgenommen hat. Grund dafür ist die Ausbeutung der Höhlen, in denen die Tiere leben, sowie die Zerstörung des Lebensraumes.